# ناویبورگوایر
ناویبورگوایر (به آلمانی: Neuburgweier) یک منطقهٔ مسکونی در آلمان است که در راین‌اشتتن واقع شده‌است. ناویبورگوایر ۲٬۴۸۲ نفر جمعیت دارد.